# 神田茜
神田 茜（かんだ あかね、1965年7月28日 - ）は講談師、小説家。北海道帯広市出身。文化服装学院中退。師の二代目神田山陽の死後、落語協会に入会した。本名：安田（旧姓・鈴木） 明美。出囃子は『チェリー（スピッツ）』。
結婚前は、非常に鋭いセンスを持った新作講談で人気を博した。結婚後、高座の仕事はセーブしているが、反面、小説や新聞のコラムなどの執筆活動を活発に行っている。日本講談協会理事。

## 経歴
- 1985年12月 - 二代目神田山陽に入門。前座名は「神田ふづき」。
- 1990年 - 二つ目昇進し、「神田茜」に改名。
- 1995年 - 真打昇進。
- 1996年8月8日 - 林家彦いちと結婚。
- 2000年 - 師・二代目山陽と死別 。
- 2002年6月 - 落語協会に入会。同時に、春風亭小朝一門に名目上加わった。後に、林家たい平一門に移る。
- 2011年 - 『女子芸人』で第6回新潮エンターテインメント大賞受賞[3]。
- 2017年４月 - 林家彦いちと離婚[4][5][6]。

## 芸歴
- 1985年12月 - 二代目神田山陽に入門、前座名「ふづき」。
- 1990年 - 二ツ目昇進、「茜」に改名。
- 1995年 - 真打昇進。
- 2002年6月 - 落語協会に入会。

## 演目

### 古典
- 赤垣源蔵徳利の別れ

### 自作
- あちらかしら
- あの頃の夢
- エリザベスひとし
- 小さな恋のメロディー
- 初恋エンマ
- ぼたんどうろう・御札貼り
- 弱虫たちの啖呵

### 他作
- 座席なき戦い（作：三遊亭白鳥）

## 著書
- 創作講談集『きいてよ。』（1997年、情報センター出版局） ISBN 978-4795823129
- 小説『フェロモン』（2007年、ポプラ社）ISBN 978-4591098820
- 『ピュアフル・アンソロジー 手紙。』（2007年、ジャイブ）ISBN 978-4861764547 ※6人の女性小説家によるオムニバス
- 小説『女子芸人』（2011年、新潮社）ISBN 978-4103289814
- 連作短編集『好きなひと』（2013年、ポプラ社）ISBN 978-4591132418
- 小説『ふたり』（2013年、新潮社）ISBN 978-4103289821
- 連作短編集『ぼくの守る星』（2014年、集英社）ISBN 978-4087715330、（2016年、集英社文庫）ISBN 978-4087454215
- 『しょっぱい夕陽』（2014年、講談社）ISBN 978-4062192279[7]
- 『七色結び』（2018年、光文社）ISBN 978-4334912000
- 小説『一生に一度のこの恋にタネも仕掛けもございません。』（2018年、新潮文庫nex）ISBN 978-4-10-180126-1
- 『母のあしおと』（2018年、集英社）ISBN 978-4087711547
- 『シャドウ』（2019年、小学館文庫）ISBN 9784094066876
- 『あなたとなら食べてもいい』（2021年、新潮文庫nex）ISBN 9784101802268　※7人の女性小説家によるアンソロジー 、「サクラ」を収録。
- 『下北沢であの日の君と待ち合わせ』（2021、光文社）